# Lars Nord
Lars Nord, född 11 april 1958, död 7 augusti 2024, var en svensk professor i medie- och kommunikationsvetenskap vid Mittuniversitetet i Sundsvall. Nord granskade bland annat skildringen av kommun- och landstingsval i lokalmedia i valet 2006, och resultatet presenterade han tillsammans med medieforskaren Gunnar Nygren på DN Debatt. Lars Nord medverkade även på Demokratidagarna. Han hade examen från Stockholms och Lunds universitet.